# Résistance de rayonnement
La résistance de rayonnement est la partie de la résistance électrique du point d'alimentation d'une antenne liée à l'émission des ondes radio,,. En transmission radio, un émetteur radio est connecté à une antenne. Cet émetteur génère un signal avec une porteuse à une fréquence radio. L'antenne rayonne l'énergie du courant alternatif sous forme d'ondes radio. Étant donné que l'antenne absorbe l'énergie qu'elle émet depuis l'émetteur, les bornes d'entrée de l'antenne présentent une résistance au courant provenant de l'émetteur.
La résistance au rayonnement est une résistance "effective", due à la puissance emportée par l'antenne sous forme d'ondes radio,. Contrairement à la résistance conventionnelle ou à la "résistance ohmique", la résistance au rayonnement n'est pas due à l'opposition au courant (résistivité) des matériaux conducteurs imparfaits dont l'antenne est constituée.
La résistance au rayonnement ({\displaystyle \ R_{\mathsf {rad}}\ }) est conventionnellement définie comme la valeur de la résistance électrique qui dissiperait la même quantité de puissance sous forme de chaleur que celle dissipée par les ondes radio émises par l'antenne,,. D'après la loi de Joule, elle est égale à la puissance totale {\displaystyle \ P_{\mathsf {rad}}\ }rayonnée sous forme d'ondes radio par l'antenne, divisée par le carré du courant (sc) {\displaystyle \ I_{\mathsf {RMS}}\ }dans les bornes de l'antenne : {\displaystyle \ R_{\mathsf {rad}}=P_{\mathsf {rad}}/I_{\mathsf {RMS}}^{2}~},.
Les résistances du point d'alimentation et de rayonnement sont déterminées par la géométrie de l'antenne, la fréquence de fonctionnement et l'emplacement de l'antenne (en particulier par rapport au sol). La relation entre la résistance du point d'alimentation ({\displaystyle \ R_{\mathsf {in}}\ }) et la résistance de rayonnement ({\displaystyle \ R_{\mathsf {rad}}\ }) dépend de la position de l'antenne à laquelle la ligne d'alimentation est attachée,,.
La relation entre la résistance du point d'alimentation et la résistance de rayonnement est particulièrement simple lorsque le point d'alimentation est placé (comme d'habitude) au point de tension minimum possible de l'antenne / au point de courant maximum possible ; dans ce cas, la résistance totale du point d'alimentation {\displaystyle \ R_{\mathsf {in}}\ }aux bornes de l'antenne est égale à la somme de la résistance au rayonnement plus la résistance aux pertes {\displaystyle \ R_{\mathsf {loss}}\ } due aux pertes "ohmiques" dans l'antenne et dans le sol à proximité : {\displaystyle \ R_{\mathsf {in}}=R_{\mathsf {rad}}+R_{\mathsf {loss}}\ }.
Lorsque l'antenne est alimentée en un autre point, la formule nécessite un facteur de correction discutée ci-dessous.
Dans une antenne réceptrice, la résistance au rayonnement représente la résistance de source (en) de l'antenne, et la partie de la puissance radioélectrique reçue consommée par la résistance au rayonnement représente les ondes radioélectriques réémises (diffusées) par l'antenne,.

## Cause
Les ondes électromagnétiques sont émises par des charges électriques lorsqu'elles sont accélérées,. Dans une antenne émettrice, les ondes radio sont générées par des courants électriques variables dans le temps, constitués d'électrons qui s'accélèrent en allant et venant dans l'antenne métallique, entraînés par le champ électrique dû à la tension oscillante appliquée à l'antenne par l'émetteur radio,.
Une onde électromagnétique emporte la quantité de mouvement de l'électron qui l'a émise. La cause de la résistance au rayonnement est la réaction de rayonnement, la force de recul exercée sur l'électron lorsqu'il émet un photon d'onde radio, qui réduit sa quantité de mouvement,,.
C'est ce qu'on appelle la force d'Abraham-Lorentz. La force de recul est dans une direction opposée au champ électrique dans l'antenne qui accélère l'électron, réduisant la vitesse moyenne des électrons pour une tension de commande donnée, et agit donc comme une résistance s'opposant au courant.

## Résistance de rayonnement et résistance des pertes
La résistance de rayonnement n'est qu'une partie de la résistance du point d'alimentation aux bornes de l'antenne. Une antenne a d'autres pertes d'énergie qui apparaissent comme une résistance supplémentaire aux bornes de l'antenne : résistance ohmique des éléments métalliques de l'antenne, pertes de terre dues aux courants induits dans le sol, et pertes diélectriques dans les isolants. Lorsque le point d'alimentation est (comme d'habitude) à un minimum de tension et à un maximum de courant, la résistance totale du point d'alimentation {\displaystyle \ R_{\mathsf {in}}\ }est égale à la somme de la résistance de rayonnement {\displaystyle \ R_{\mathsf {rad}}\ }et de la résistance des pertes {\displaystyle \ R_{\mathsf {loss}}\ } :
{\displaystyle \ R_{\mathsf {in}}=R_{\mathsf {rad}}+R_{\mathsf {loss}}\ }
La puissance {\displaystyle P_{\mathsf {in}}} fournie à l'antenne est répartie proportionnellement entre ces deux résistances,.
{\displaystyle \ P_{\mathsf {in}}=I_{\mathsf {in}}^{2}(R_{\mathsf {rad}}+R_{\mathsf {loss}})\ }
{\displaystyle \ P_{\mathsf {in}}=P_{\mathsf {rad}}+P_{\mathsf {loss}}}
où
{\displaystyle \ P_{\mathsf {rad}}=I_{\mathsf {in}}^{2}R_{\mathsf {rad}}\ } et {\displaystyle \ P_{\mathsf {loss}}=I_{\mathsf {in}}^{2}R_{\mathsf {loss}}\ }
La puissance {\displaystyle \ P_{\mathsf {rad}}\ } consommée par la résistance de rayonnement est convertie en ondes radio, la fonction souhaitée de l'antenne, tandis que la puissance {\displaystyle \ P_{\mathsf {loss}}\ }consommée par la résistance des pertes est convertie en chaleur, ce qui représente un gaspillage de la puissance de l'émetteur. Ainsi, pour une perte de puissance minimale, il est souhaitable que la résistance de rayonnement soit beaucoup plus grande que la résistance des pertes. Le rapport entre la résistance de rayonnement et la résistance totale du point d'alimentation est égal à l'efficacité ({\displaystyle \eta }) de l'antenne.
{\displaystyle \ \eta ={P_{\mathsf {rad}} \over P_{\mathsf {in}}}={R_{\mathsf {rad}} \over R_{\mathsf {rad}}+R_{\mathsf {loss}}}\ }
Pour transférer une puissance maximale à l'antenne, l'émetteur et la ligne d'alimentation doivent être adaptés à l'impédance à l'antenne. Cela signifie que la ligne d'alimentation doit présenter à l'antenne une résistance égale à la résistance d'entrée {\displaystyle \ R_{\mathsf {in}}\ }et une réactance (capacité ou inductance) égale mais opposée à la réactance de l'antenne. Si ces impédances ne sont pas adaptées, l'antenne réfléchira une partie de la puissance vers l'émetteur, de sorte que la totalité de la puissance ne sera pas émise. Pour les "grandes" antennes, la résistance de rayonnement est généralement la partie principale de leur résistance d'entrée, ce qui détermine l'adaptation d'impédance nécessaire et les types de ligne de transmission qui s'adaptent bien à l'antenne.

## Effet du point d'alimentation
Lorsque le point d'alimentation est placé à un endroit autre que le point de tension minimale / courant maximal, ou si un minimum de tension "plat" ne se produit pas sur l'antenne, la relation simple {\displaystyle \ R_{\mathsf {in}}=R_{\mathsf {rad}}+R_{\mathsf {loss}}\ }ne tient plus.
Dans une antenne résonante, le courant et la tension forment des ondes stationnaires sur la longueur de l'élément d'antenne, de sorte que l'amplitude du courant dans l'antenne varie de manière sinusoïdale sur sa longueur. L' alimentation d'antenne, l'endroit où la ligne d'alimentation de l'émetteur est attachée, peut être située n'importe où le long de l'élément d'antenne. Comme la résistance du point d'alimentation dépend du courant d'entrée, elle varie en fonction de la position du point d'alimentation. Elle est la plus faible pour les points d'alimentation situés à un point de courant maximal (un ventre), et la plus élevée pour les points d'alimentation situés à un point de courant minimal, un nœud, comme à l'extrémité de l'élément (théoriquement, dans un élément d'antenne infiniment mince, la résistance de rayonnement est infinie à un nœud, mais l'épaisseur finie des éléments d'antenne réels lui donne une valeur élevée mais finie, de l'ordre de plusieurs milliers d'ohms).
Le choix du point d'alimentation est parfois utilisé comme un moyen pratique d'adaptation d'impédances d'une antenne à sa ligne d'alimentation, en attachant la ligne d'alimentation à l'antenne en un point où sa résistance d'entrée se trouve être égale à l'impédance caractéristique de la ligne d'alimentation.
Afin de donner une valeur significative à l'efficacité de l'antenne, la résistance au rayonnement et la résistance aux pertes doivent être rapportées au même point de l'antenne, souvent aux bornes d'entrée,.
La résistance au rayonnement est par convention calculée par rapport au courant maximal possible {\displaystyle \ I_{\mathsf {0}}\ }sur l'antenne. Lorsque l'antenne est alimentée en un point de courant maximal, comme dans le cas d'un dipôle demi-onde alimenté par le centre ou d'une antenne monopôle alimentée par la base, cette valeur {\displaystyle \ R_{\mathsf {rad\ 0}}\ }correspond principalement à la résistance de rayonnement. Cependant, si l'antenne est alimentée en un autre point, la résistance de rayonnement équivalente en ce point {\displaystyle \ R_{\mathsf {rad\ 1}}\ }peut être facilement calculée à partir du rapport des courants d'antenne,
{\displaystyle \ P_{\mathsf {rad}}=I_{\mathsf {0}}^{2}R_{\mathsf {rad\ 0}}=I_{\mathsf {1}}^{2}R_{\mathsf {rad\ 1}}\ }
{\displaystyle \ R_{\mathsf {rad\ 1}}=\left({I_{\mathsf {0}} \over I_{\mathsf {1}}}\right)^{2}R_{\mathsf {rad\ 0}}\approx \left({\frac {\ \sin \theta _{\mathsf {0}}\ }{\sin \theta _{\mathsf {1}}}}\right)^{2}R_{\mathsf {rad\ 0}}\ }
où {\displaystyle \ \theta _{\mathsf {0}}\ } et {\displaystyle \ \theta _{\mathsf {1}}\ } sont les longueurs électriques (en degrés électriques ou en radians) à partir du nœud de courant (généralement mesuré à partir de l'extrémité d'une antenne linéaire).

## Antennes de réception
Dans une antenne de réception, la résistance de rayonnement représente la résistance de source de l'antenne en tant que source d'énergie (équivalence selon le théorème de Thévenin). En raison du théorème de réciprocité, une antenne a la même résistance au rayonnement lorsqu'elle reçoit des ondes radio que lorsqu'elle en émet. Si l'antenne est connectée à une charge électrique telle qu'un récepteur radio, la puissance reçue des ondes radio qui frappent l'antenne est divisée proportionnellement entre la résistance au rayonnement et la résistance aux pertes de l'antenne et la résistance de la charge,.
La puissance dissipée dans la résistance de rayonnement est due aux ondes radio rayonnées (diffusées) par l'antenne,. La puissance maximale est délivrée au récepteur lorsque son impédance est adaptée à celle de l'antenne. Si l'antenne est sans perte, la moitié de la puissance absorbée par l'antenne est transmise au récepteur, l'autre moitié est rayonnée,.

## Résistance de rayonnement des antennes communes
Dans toutes les formules énumérées ci-dessous, la résistance au rayonnement est la résistance dite "en espace libre", que l'antenne aurait si elle était montée à plusieurs longueurs d'onde du sol (sans compter la distance à un contrepoids électrique (en) élevé (en anglais : counterpoise), s'il y en a un). Les antennes installées auront des résistances au rayonnement plus ou moins élevées si elles sont montées près du sol (moins de 1 longueur d'onde) en plus de la résistance à la perte due au champ électrique proche de l'antenne qui pénètre dans le sol,.
| Type d'antenne | Résistance de rayonnement (en ohm)                                                                     | Source                                                  |
| --- | --- | ------------------------------------------------------- |
| Dipôle demi-onde alimenté en son centre | 73.1 [note 5],[note 6]                                                                                 | (Kraus 1988, p. 227) (Balanis 2005, p. 216)             |
| Dipôle court de longueur {\displaystyle \ {\tfrac {1}{50}}\lambda <\ell <{\tfrac {1}{10}}\lambda \ }                                                                                | {\displaystyle 20\pi ^{2}\left({\frac {\ \ell \ }{\lambda }}\right)^{2}}                               | (Kraus 1988, p. 216) (Balanis 2005, p. 165,215)         |
| Monopôle quart d'onde alimenté par la base sur un plan de masse parfait | 36.5                                                                                                   | (Balanis 2005, p. 217) (Stutzman et Thiele 2012, p. 80) |
| Monopôle court de longueur {\displaystyle \ \ell \ll {\tfrac {1}{4}}\lambda \ } sur un plan de masse parfait                                                                        | {\displaystyle \ 40\pi ^{2}\left({\frac {\ \ell \ }{\lambda }}\right)^{2}\ }                           | (Stutzman et Thiele 2012)                               |
| Antenne cadre résonante, un peu plus de {\displaystyle \ 1\times \lambda \ } de circonférence                                                                                       | ~100                                                                                                   | (Weston 2017, p. 15) (Schmitt 2002, p. 236)             |
| Petite boucle de surface {\displaystyle \ A\ } avec {\displaystyle \ N\ } tours (circonférence {\displaystyle \ \ll {\tfrac {1}{3}}\lambda \ })                                     | {\displaystyle \ 320\pi ^{4}\left({\frac {\ N\ A\ }{\lambda ^{2}}}\right)^{2}\ }                       | (Kraus 1988, p. 251) (Balanis 2005, p. 238)             |
| Petite boucle de surface {\displaystyle \ A\ } avec {\displaystyle \ N\ } tours sur un bâton de ferrite de perméabilité relative effective {\displaystyle \ \mu _{\mathsf {eff}}\ } | {\displaystyle \ 320\pi ^{4}\left({\frac {\ \mu _{\mathsf {eff}}\ N\ A\ }{\lambda ^{2}}}\right)^{2}\ } | (Kraus 1988, p. 259) (Milligan 2005, p. 260)            |
Les figures ci-dessus supposent que les antennes sont constituées de conducteurs fins et suffisamment éloignées des grandes structures métalliques, que les antennes dipôles sont suffisamment éloignées du sol et que les monopôles sont montés sur un plan de masse  parfaitement conducteur.
La résistance au rayonnement du dipôle demi-onde de 73 ohms est suffisamment proche de l'impédance caractéristique d'un câble coaxial commun de 50 ohms et de 75 ohms pour qu'il puisse généralement être alimenté directement sans avoir besoin d'un réseau d'adaptation d'impédance. C'est l'une des raisons pour lesquelles le dipôle demi-onde est largement utilisé comme élément rayonnant actif (en) dans les antennes.

### Relation entre les monopôles et les dipôles
La résistance de rayonnement d'une antenne monopôle créée en remplaçant un côté d'une antenne dipôle par un plan de masse perpendiculaire est égale à la moitié de la résistance de l'antenne dipôle d'origine. Cela s'explique par le fait que le monopôle ne rayonne que dans la moitié de l'espace, l'espace au-dessus du plan, de sorte que le diagramme de rayonnement est identique à la moitié du diagramme du dipôle et que, par conséquent, avec le même courant d'entrée, il ne rayonne que la moitié de la puissance.
Cela ne ressort pas clairement des formules du tableau car les différentes longueurs utilisent le même symbole, {\displaystyle \ell \,} l'antenne monopôle dérivée n'a toutefois que la moitié de la longueur de l'antenne dipôle d'origine. Ceci peut être démontré en calculant la résistance au rayonnement d'un dipôle court (longueur {\displaystyle \ \ell _{\mathsf {di}}\ }), qui est deux fois plus long que le monopôle correspondant ({\displaystyle \ \ell _{\mathsf {mon}}\ }) :
{\displaystyle R_{\mathsf {rad,dip}}=20\pi ^{2}\left({\frac {\ell _{\mathsf {dip}}\ }{\lambda }}\right)^{2}=20\pi ^{2}\left({\frac {2\ell _{\mathsf {mon}}}{\lambda }}\right)^{2}=80\pi ^{2}\left({\frac {\ell _{\mathsf {mon}}}{\lambda }}\right)^{2}\qquad } (longueur du dipôle {\displaystyle \ell _{\mathsf {dip}}=2\ell _{\mathsf {mon}}}).
Si l'on compare cette formule à celle du monopôle court, on constate que le dipôle a une résistance au rayonnement deux fois supérieure à celle du monopôle :
{\displaystyle R_{\mathsf {rad,mon}}=40\pi ^{2}\left({\frac {\ell _{\mathsf {mon}}}{\lambda }}\right)^{2}\qquad \qquad \qquad \qquad } (monopôle de longueur {\displaystyle \ell _{\mathsf {mon}}}).
Cela confirme la cohérence de la modélisation physique d'un dipôle à alimentation centrale comme deux monopôles, placés bout à bout, avec des points d'alimentation adjacents.

## Calcul
Calculer la résistance au rayonnement d'une antenne directement à partir de la force de réaction sur les électrons est très compliqué, et présente des difficultés conceptuelles pour tenir compte de la force propre de l'électron. La résistance au rayonnement est plutôt calculée en calculant le  diagramme de rayonnement en champ lointain de l'électron, le flux de puissance (vecteur de Poynting) à chaque angle, pour un courant d'antenne donné. Ceci est intégré sur une sphère entourant l'antenne pour donner la puissance totale {\displaystyle \ P_{\mathsf {rad}}\ }rayonnée par l'antenne. La résistance au rayonnement est ensuite calculée à partir de la puissance par conservation de l'énergie, comme la résistance que l'antenne doit opposer au courant d'entrée pour absorber la puissance rayonnée par l'émetteur, en utilisant la loi de Joule. {\displaystyle \ R_{\mathsf {rad}}={\frac {P_{\mathsf {rad}}}{\ I_{\mathsf {RMS}}^{2}\ }}~}.

## Petites antennes
Les antennes électriquement courtes, c'est-à-dire les antennes dont la longueur est bien inférieure à une longueur d'onde, sont de mauvaises antennes d'émission, car elles ne peuvent pas être alimentées efficacement en raison de leur faible résistance au rayonnement.
À des fréquences inférieures à 1 MHz, la taille des circuits électriques ordinaires et les longueurs de fil utilisées sont tellement inférieures à la longueur d'onde que, considérées comme des antennes, elles émettent une fraction insignifiante de la puissance qu'elles contiennent sous forme d'ondes radio. Cela explique pourquoi les circuits électriques peuvent être utilisés avec du courant alternatif sans perdre d'énergie sous forme d'ondes radio.
Comme le montre le tableau ci-dessus, pour les antennes linéaires plus courtes que leur longueur de résonance fondamentale (plus courte que 1/ 2  λ  pour une antenne dipôle, 1/ 4  λ  pour un monopôle), la résistance au rayonnement diminue avec le carré de leur longueur ; Pour les antennes boucles, le changement est encore plus extrême, avec des boucles sous-résonnantes (circonférence inférieure à  1  λ   pour une boucle continue, ou 1/ 2  λ  pour une boucle divisée (en)), la résistance de rayonnement diminue avec la puissance quatre de la longueur du périmètre. La résistance de perte est en série avec la résistance de rayonnement, et lorsque la longueur diminue, la résistance de perte ne diminue que proportionnellement à la première puissance de la longueur (résistance du fil) ou reste constante (résistance de contact), et constitue donc une proportion "croissante" de la résistance du point d'alimentation. Ainsi, lorsque la taille de l'antenne est plus petite, mesurée en longueurs d'onde, la perte de chaleur consomme une fraction plus importante de la puissance de l'émetteur, ce qui entraîne une baisse de l'efficacité de l'antenne.
Par exemple, les militaires utilisent des ondes radio dans la bande des très basses fréquences (VLF) vers 15-30 kHz pour communiquer avec les sous-marins immergés. Une onde radio de 15 kHz a une longueur d'onde de 20 km. Les puissants émetteurs VLF terrestres de la marine qui transmettent vers les sous-marins utilisent de grandes antennes à mât monopôle qui sont limitées par les coûts de construction à des hauteurs d'environ  300 mètres (984,25 pi). Bien que ces antennes soient énormes par rapport à un être humain, à 15 kHz la hauteur de l'antenne n'est encore que d'environ 0,015 longueur d'onde, de sorte que paradoxalement, les énormes antennes VLF sont électriquement courtes. D'après le tableau ci-dessus, une antenne de  0,015 λ  a une résistance au rayonnement d'environ 0,09 ohm.
Il est extrêmement difficile de réduire la résistance aux pertes d'une antenne à ce niveau. Étant donné que la résistance ohmique des grands dispositifs de terre électrique et de la bobine de charge ne peut être inférieure à environ 0,5 ohm, l'efficacité d'une simple antenne verticale est inférieure à 20 %, ce qui signifie que plus de 80 % de la puissance de l'émetteur est perdue dans la résistance du sol. Pour augmenter la résistance au rayonnement, les émetteurs VLF utilisent d'énormes antennes capacitives à charge supérieure, telles que les antennes parapluie et les antennes en T, dans lesquelles un réseau aérien de fils horizontaux est attaché au sommet de l'élément rayonnant vertical pour former une "plaque de condensateur" avec la terre, afin d'augmenter le courant dans le radiateur vertical. Toutefois, cette méthode ne permet d'augmenter l'efficacité que de 50 à 70 % au maximum.
Les petites antennes de réception, telles que les antennes cadres en ferrite utilisées dans les radios AM, ont également une faible résistance au rayonnement et produisent donc un rendement très faible. Cependant, à des fréquences inférieures à environ 20 MHz, ce n'est pas un problème, car un signal faible provenant de l'antenne peut simplement être amplifié dans le récepteur.

## Définition des variables
| Symbole                              | Unité            | Description                                                                                  |
| ------------------------------------ | ---------------- | -------------------------------------------------------------------------------------------- |
| {\displaystyle \lambda }             | mètre (m)        | Longueur d'onde des ondes radio                                                              |
| {\displaystyle \pi }                 | [sans]           | Constante mathématique ≈ 3,14159                                                             |
| {\displaystyle \mu _{\mathsf {eff}}} | [sans]           | Perméabilité relative effective des bâtons de ferrite dans une antenne                       |
| {\displaystyle A}                    | mètre carré (m2) | Zone incluse dans le périmètre d'une boucle d'antenne                                        |
| {\displaystyle f}                    | hertz (Hz)       | Fréquence des ondes radio                                                                    |
| {\displaystyle I_{\mathsf {in}}}     | ampère (A)       | Courant efficace (RMS) dans les bornes de l'antenne                                          |
| {\displaystyle I_{\mathsf {0}}}      | ampère (A)       | Courant RMS max dans l'élément antennaire, au point #0                                       |
| {\displaystyle I_{\mathsf {1}}}      | ampère (A)       | Courant RMS à un point #1 arbitraire dans l'élément antennaire                               |
| {\displaystyle \ell }                | mètre (m)        | Longueur de l'antenne d'un bout à l'autre                                                    |
| {\displaystyle N}                    | [tours]          | Nombre de fois que le fil de l'antenne en boucle s'enroule autour du périmètre.              |
| {\displaystyle P_{\mathsf {in}}}     | watt (W)         | Puissance électrique délivrée aux bornes de l'antenne                                        |
| {\displaystyle P_{\mathsf {rad}}}    | watt (W)         | Puissance rayonnée sous forme d'ondes radio par l'antenne                                    |
| {\displaystyle P_{\mathsf {loss}}}   | watt (W)         | Puissance consommée dans les résistances de perte de l'antenne et de la terre voisine        |
| {\displaystyle R_{\mathsf {rad}}}    | ohm (Ω)          | Résistance de rayonnement nominale de l'antenne                                              |
| {\displaystyle R_{\mathsf {loss}}}   | ohm (Ω)          | Résistance d'affaiblissement équivalente de l'antenne aux bornes d'entrée                    |
| {\displaystyle R_{\mathsf {in}}}     | ohm (Ω)          | Résistance d'entrée de l'antenne                                                             |
| {\displaystyle R_{\mathsf {rad\ 0}}} | ohm (Ω)          | Résistance liée au rayonnement au point #0 de l'antenne (tension minimale / courant maximal) |
| {\displaystyle R_{\mathsf {rad\ 1}}} | ohm (Ω)          | Résistance liée aux radiations au point #1 de l'antenne                                      |